# Cerkiew Narodzenia Najświętszej Maryi Panny w Cieplicach
Cerkiew Narodzenia Najświętszej Maryi Panny w Cieplicach – murowana cerkiew greckokatolicka, zbudowana w 1904 w Cieplicach.

## Historia
Zbudowana została w miejscu starszej, drewnianej cerkwi z 1681, pod tym samym wezwaniem. Była to cerkiew parafialna, należała do dekanatu jarosławskiego.
Po wojnie użytkowana jako kościół rzymskokatolicki.

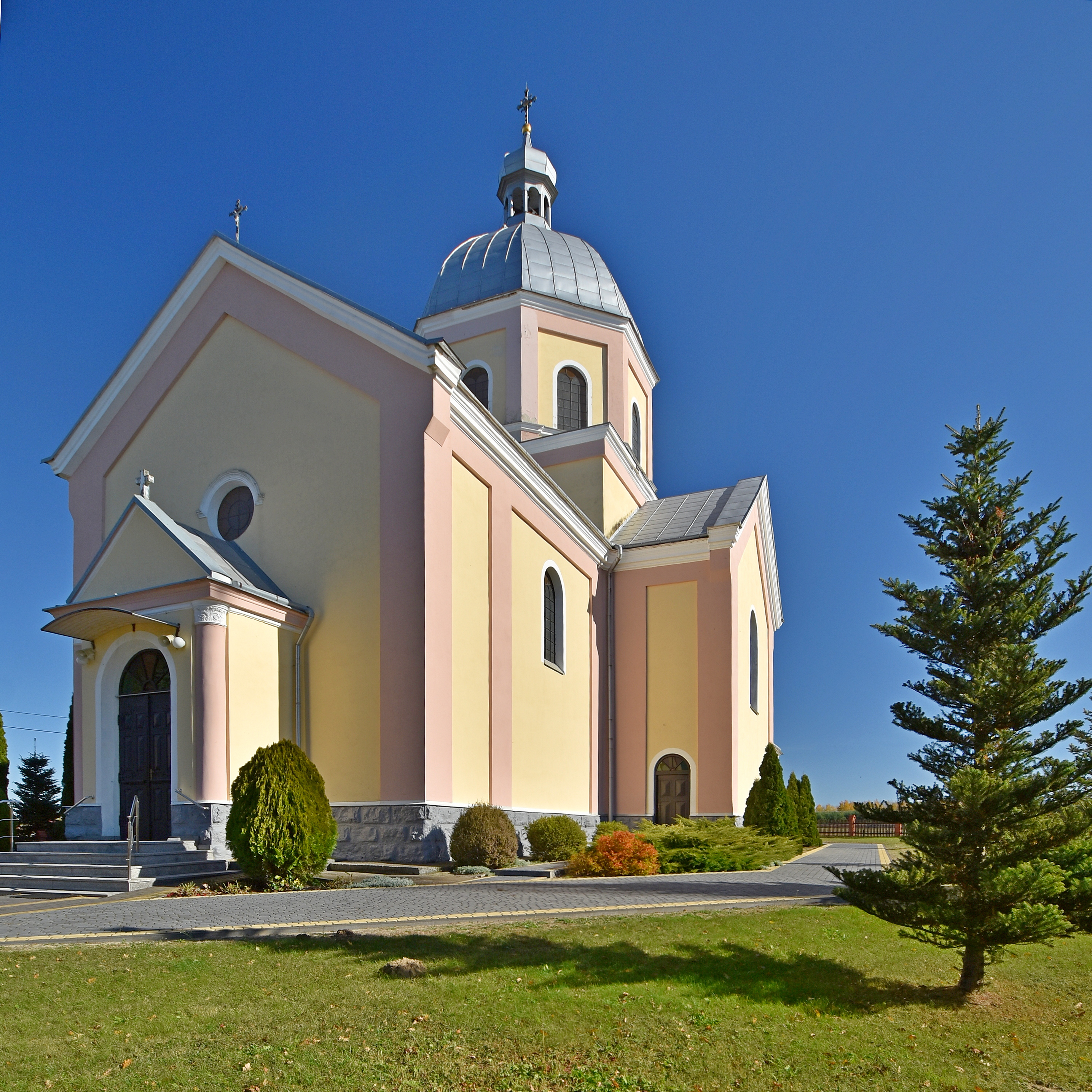
Elewacja frontowa
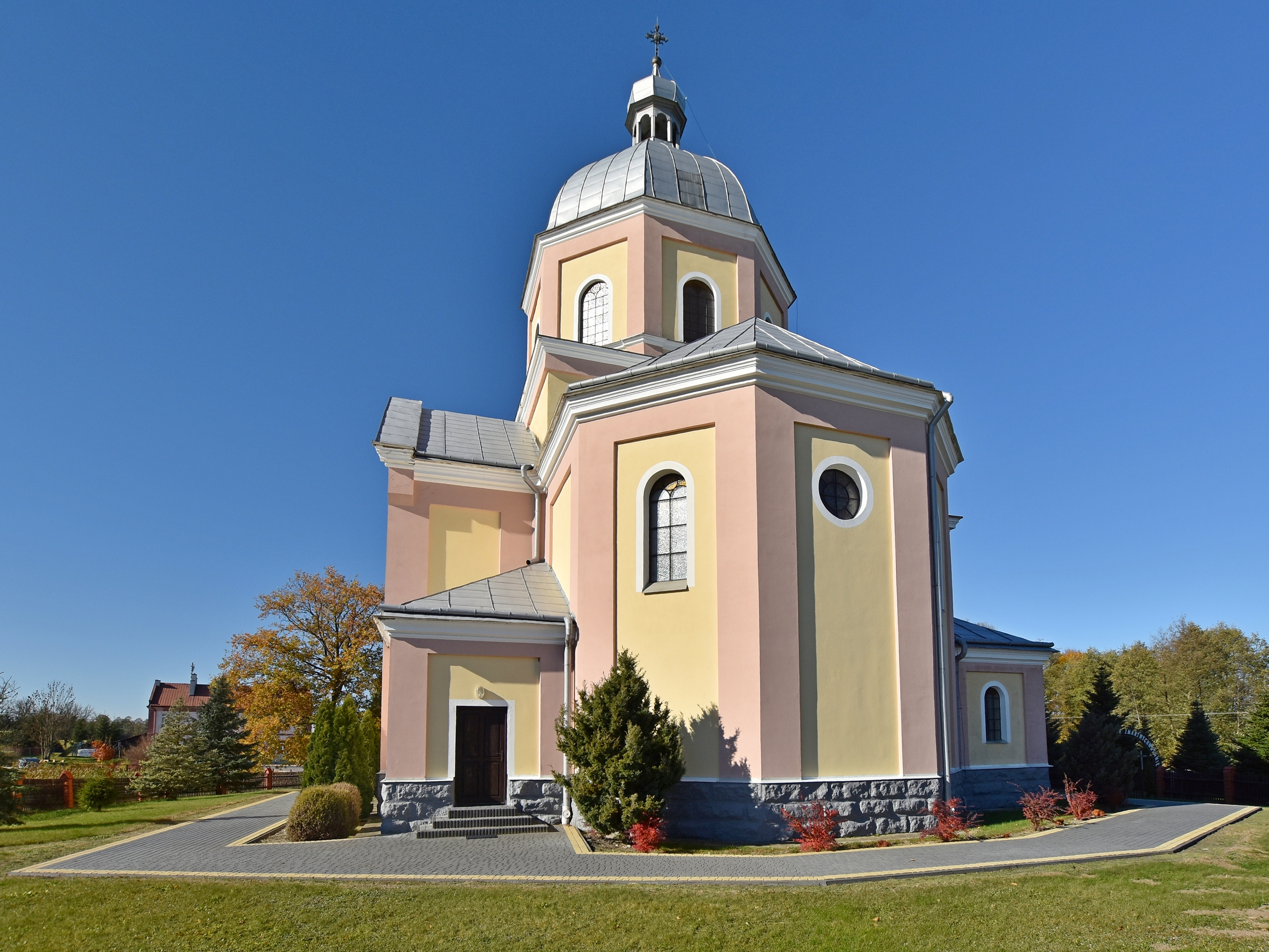
Widok od strony prezbiterium
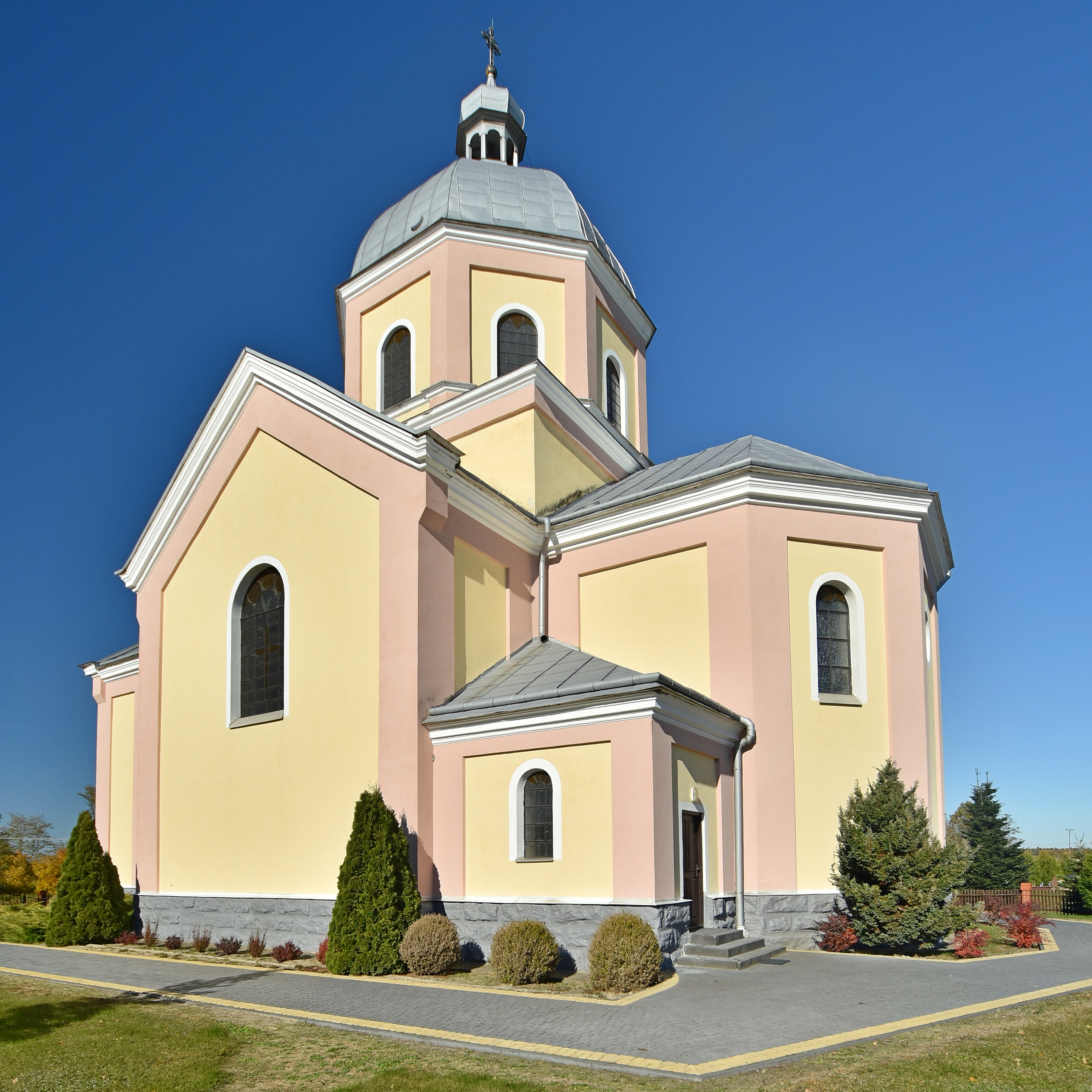
Elewacja boczna